# Людвичак, Здзислав
Здзислав Ян Людвичак (пол. Zdzisław Jan Ludwiczak; 11 ноября 1929 году, Познань — 13 марта 2021 года, Варшава) — польский дипломат, поверенный в делах Польской Народной Республики в Соединённых Штатах Америки (1982—1988).

## Биография
Получил степень магистра международных экономических отношений в Высшей экономической школе в Познани (1954). Учился также в Главной школе дипломатической службы (1955), Высшей школе общественных наук при ЦК Польской объединенной рабочей партии (1979).
С 1954 года работал в Министерстве иностранных дел, в том числе в Постоянном представительстве Польской Народной Республики при ООН в Нью-Йорке в качестве заместителя представителя Польши в Совете Безопасности ООН (1970—1971), заместителя директора кабинета министров (1979—1981). Был первым секретарем посольства Республики Польша в Вашингтоне во второй половине 1960-х годов. После того, как посол Ромуальд Спасовский сбежал из посольства и попросил политического убежища в США, 7 января 1982 года принял на себя управление посольством и представлял Польскую Народную Республику в США в качестве поверенного в делах. Занимал эту должность до марта 1988 года.
Награжден Офицерским крестом ордена Возрождения Польши.
Муж Зофии Людвичак. Отец Сергиуша Людвичака. Похоронен на Военном кладбище Повонзки (участок HII-8-9).